# 샘플 기반 합성
샘플 기반 합성(Sample-based synthesis)은 감산 합성 또는 추가 합성과 대조될 수 있는 오디오 합성의 한 형태이다. 샘플 기반 합성의 주요 차이점은 시드 파형이 다른 유형의 합성에 사용되는 사인파 및 톱니파와 같은 기본 파형 대신 샘플링된 사운드 또는 악기라는 것이다.

## 장점
물리적 모델링 합성이나 추가 합성과 같은 다른 디지털 합성 방법에 비해 샘플 기반 합성의 주요 장점은 처리 전력 요구 사항이 훨씬 낮다는 것이다. 이는 사운드 모델의 뉘앙스가 대부분 실시간으로 계산되지 않고 미리 녹음된 샘플에 포함되어 있기 때문이다.
아날로그 신디사이저와 달리 한 번에 더 많은 음성을 재생할 수 있도록 회로를 복제할 필요가 없다. 따라서 샘플 기반 기계의 동시발음수는 일반적으로 훨씬 더 높다. 그러나 단점은 더 자세한 내용을 포함하기 위해 여러 샘플을 한 번에 재생해야 할 수도 있다는 것이다(트럼펫에는 숨소리, 으르렁거림, 연속 재생에 사용되는 반복 음파가 포함될 수 있음). 샘플 기반 신디사이저가 동시에 재생할 수 있는 다중 샘플 수에 따라 동시 발음을 평가하므로 동시 발음이 다시 줄어든다.

## 같이 보기
- 사운드폰트